# MI-hatás
MI-hatásnak nevezzük azt a jelenséget, amikor a mesterséges intelligencia területén elért előrelépések tényleges jelentőségüknél csekélyebbnek tűnnek az emberek szemében pusztán azért, mert immár az is egy elért és érthető eredménnyé vált – és mert ezáltal megszűnik az ismeretlen varázsa is. Mivel megértettük a dolgok technikai hátterét, ettől egyben az a benyomásunk is támad, hogy igazából ez sem intelligencia, csak az automatizálás egy újabb lépcsőfoka.

## Motiváció
Michael Kearns szerint az MI-hatás egyik mozgatórugója az lehet, hogy „az emberek öntudatlanul is arra törekednek, hogy fenntartsanak maguknak egy különleges pozíciót a világban”; ha ugyanis a mesterséges intelligencia terén tett előrelépéseket figyelmen kívül hagyhatják, akkor továbbra is egyedinek is különlegesnek érezhetik magukat. Hasonló jelenség figyelhető meg az állati kogníciót és a tudatot vizsgáló kutatások terén is, ahol szintén hajlamosak vagyunk leértékelni az állatok minden olyan újonnan felfedezett képességét, amelyekről előzőleg azt hittük, hogy arra csak mi, emberek vagyunk képesek (így például az eszközkészítésre vagy a tükörteszt sikeres teljesítésére).

## Lásd még
- A mesterséges intelligencia története
- A MI tele

## Külső hivatkozások
- Az MI-hatás (angolul)
- „If It Works, It's Not AI: A Commercial Look at Artificial Intelligence startups” („Ami működik, az nem MI: Egy üzleti nézet az MI-kről”)